# Conquista francese del Vietnam
La conquista francese del Vietnam fu una serie di spedizioni militari che contrapposero il Secondo Impero francese, poi la Terza Repubblica, all'Impero vietnamita di Đại Nam nella metà della fine del XIX secolo. La sua fine e i suoi risultati furono vittorie per i francesi che sconfissero i vietnamiti e i loro alleati cinesi nel 1885, l’incorporazione di Vietnam, Laos e Cambogia e infine stabilirono il dominio francese sui territori costituenti dell’Indocina francese nel sud-est asiatico continentale nel 1887.

## Storia
Una spedizione congiunta franco-spagnola fu avviata nel 1858 invadendo Tourane (l'odierna Đà Nẵng) nel settembre 1858 e Saigon cinque mesi dopo. Questa campagna quadriennale portò il re Tự Đức a firmare un trattato nel giugno 1862, che garantiva la sovranità francese su tre province del sud. I francesi annessero le tre province del sud-ovest nel 1867 per formare la Cocincina. Dopo aver consolidato il loro potere in Cocincina, conquistarono il resto del Vietnam attraverso una serie di campagne nel Tonchino tra il 1873 e il 1886. Le ambizioni francesi di sottomettere il Tonchino furono contrastate dalla dinastia Qing, poiché la regione faceva parte della sfera di influenza cinese.
I francesi alla fine cacciarono la maggior parte delle truppe cinesi dal Vietnam, ma i gruppi rimanenti in alcune province vietnamite continuarono a resistere al controllo francese sul Tonchino. Il governo francese inviò Fournier a Nanchino per negoziare il Trattato di Nanchino, secondo il quale la Cina riconosceva l'autorità francese sull'Annam e sul Tonchino, abbandonando le sue pretese di sovranità sul Vietnam. Il 6 giugno 1884 fu firmato il trattato di Huế, che divideva il Vietnam in tre regioni: Tonchino, Annam e Cocincina, ciascuna sotto tre diversi regimi separati. La Cocincina era una colonia francese, mentre Tonchino e Annam erano protettorati e la corte di Nguyễn fu posta sotto la supervisione francese.